# Vácduka
Vácduka község Pest vármegyében, a Váci járásban.

## Fekvése
Pest vármegyében, az Alföld egyik öblözetének tekinthető Veresegyházi medencében fekszik, Váctól 7 km-re délkeletre. Főutcája a 21 113-as számú mellékút, azon érhető el Vác (a 2106-os út) és Vácrátót (a 2104-es út) felől is. Vasútvonal nem érinti, a legközelebbi vasúti csatlakozási lehetőséget a Budapest–Vácrátót–Vác-vasútvonal és az Aszód–Vácrátót-vasútvonal Vácrátót vasútállomása kínálja, a község legdélebbi házaitól alig több mint fél kilométerre.

## Története
Vácduka Árpád-kori település. Nevét (Duka formában) 1295-ben említették először, ekkor adta el a Záh nemzetségbeli Zaah fia Mihály az itteni birtokát a Rátót nemzetséghez tartozó István fia Kokas mesternek, hatvan márkáért.
1332-1337 között neve szerepelt a pápai tizedjegyzékben is. Ekkor a váci egyházmegye szolnoki főesperességi kerületéhez tartozott, melynek „Tuca” nevű plébániáját egyes történészek Dukával azonosítják.
1334-ben Péter fia László  dukai birtokrészét leányának adta azzal, hogy az elzálogosított birtokrészt is kiváltja. A török hódoltság alatt a defterben – 1559-ben – Dutka  néven 9 házzal adózott, majd 1627-1628-ban Alsó-Duka  10, Felső-Duka  pedig 4 ház után adózott a budai szandzsákban. Ugyanakkor a püspöki tizedjegyzékből hiányzik, illetve csak Pongrácz  püspök 1676. évi tized árenda jegyzékében található: Duka, mely Csörög közelében a Duna lábánál Vác fölött van, elhagyott. Így pusztulását a hosszú hadjárat rovására kell írni, ha később volt is néha néhány lakosa.  
Az 1728. évi országos összeírás azt jegyzi meg, hogy egy éve kezdett benépesedni svábokkal, akik azonban majdnem mind koldusok. Később a szlovák betelepülők megváltoztatták nemzetiségi jellegét, és az 1773. évi lexikonban már „slavica”, akik azonban teljesen elmagyarosodtak.
1736-ig a Grassalkovich család birtokolta, majd eladták Rudnyánszky Józsefnek. 
A település 1789-ből való pecsétnyomója a 20. század elején még ismert volt. 
1848-ban Forray Andrásnéhoz (született Brunszvik Júlia) került a birtok, majd a 19. század végén Latinovits Albinhoz. 1945-ig a Serényi családhoz tartozott.
A 20. század elején Pest-Pilis-Solt-Kiskun vármegye Váci járásához tartozott.
1910-ben 647 lakosából 614 magyar, 32 szlovák volt. Ebből 617 római katolikus, 7 református, 17 evangélikus volt.

### Templomának története
Jelenlegi temploma a Canonica Visitatio szerint 1738-ban vagy 1739-ben épült. Építtetője Rudnyánszky József földesúr. 1825-ben renoválták, 2005-2006-ban EU-támogatással, helyi vállalkozók segítségével ismét felújították.

## Közélete

### Polgármesterei
- 1990–1994: Sikentáncz Ferenc (független)[3]
- 1994–1998: Perecsényi Sándor (független)[4]
- 1998–2002: Perecsenyi Sándor (független)[5]
- 2002–2006: Vágó Sándor (független)[6]
- 2006–2010: Vágó Sándor (független)[7]
- 2010–2014: Vágó Sándor (független)[8]
- 2014–2019: Makkos László Tamás (független)[9]
- 2019–2024: Makkos László Tamás (független)[10]
- 2024– : Makkos László Tamás (független)[1]

## Népesség
A település népességének változása:
| Lakosok száma | 1360 | 1400 | 1578 | 1715 | 1749 | 1770 | 1816 |
|               | 2013 | 2014 | 2018 | 2021 | 2022 | 2023 | 2024 |

A 2011-es népszámlálás során a lakosok 91,9%-a magyarnak, 1,5% cigánynak, 1,7% németnek, 1,1% románnak mondta magát (8% nem nyilatkozott; a kettős identitások miatt a végösszeg nagyobb lehet 100%-nál). A vallási megoszlás a következő volt: római katolikus 44,6%, református 8,2%, evangélikus 1,5%, görögkatolikus 0,4%, felekezeten kívüli 17,9% (21,6% nem nyilatkozott).
2022-ben a lakosság 92,1%-a vallotta magát magyarnak, 0,9% németnek, 0,5% cigánynak, 0,4% görögnek, 0,2% románnak, 0,2% ukránnak, 0,1-0,1% szlováknak, szlovénnek és örménynek, 4,3% egyéb, nem hazai nemzetiségűnek (7,9% nem nyilatkozott; a kettős identitások miatt a végösszeg nagyobb lehet 100%-nál). Vallásuk szerint 29,2% volt római katolikus, 7,5% református, 1,1% görög katolikus, 1% evangélikus, 0,1% ortodox, 6,1% egyéb keresztény, 0,8% egyéb katolikus, 14,9% felekezeten kívüli (39,1% nem válaszolt).

## Nevezetességei
- Barokk templom: egyhajós középtornyos barokk műemlék templom boltozott szentéllyel, két haranggal.

Védőszentjét, Szent Annát ábrázoló főoltárképe 18. századi kvalitásos művészi alkotás. A templom cibóriuma rokokó munka. Kiváló művészi alkotású úrmutatója és kelyhe szintén a 18. századból származik. A szentélytől jobbra Rudnyánszky Natalis klasszicista síremléke látható.
- Kastély (kúria): 18. században épült, barokk eredetű, majd klasszicista stílusban átépített U-alaprajzú kúria.

1856-tól itt élt Brunszvik Teréz, az első magyarországi óvodák alapítója. 1957-től nevelőotthon, 2004-ben magántulajdonba kerülve felújították.
- Vadaspark: a településtől keletre.

## Tömegközlekedés
- Helyközi autóbuszjáratok: 313, 314, 339, 347

## Képek

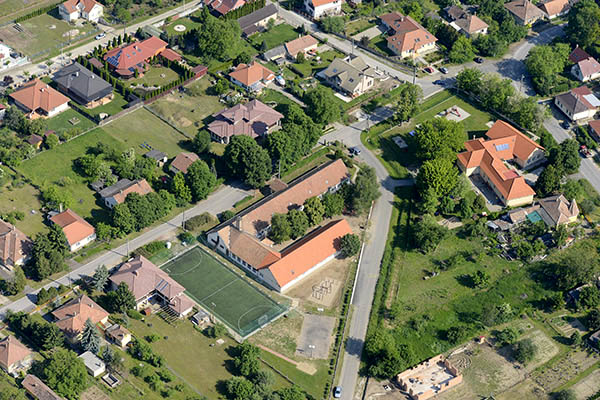
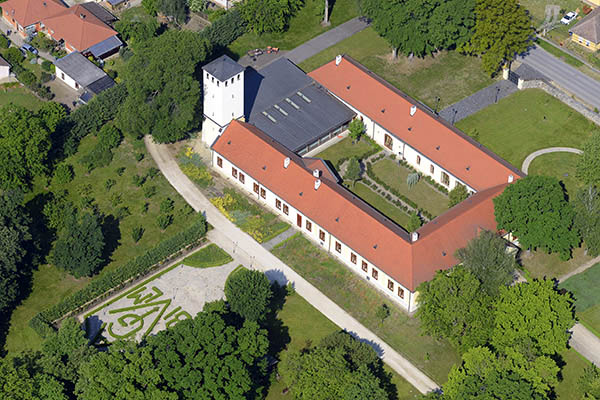
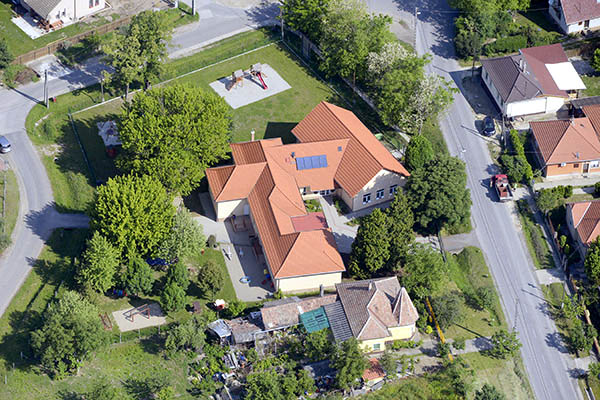
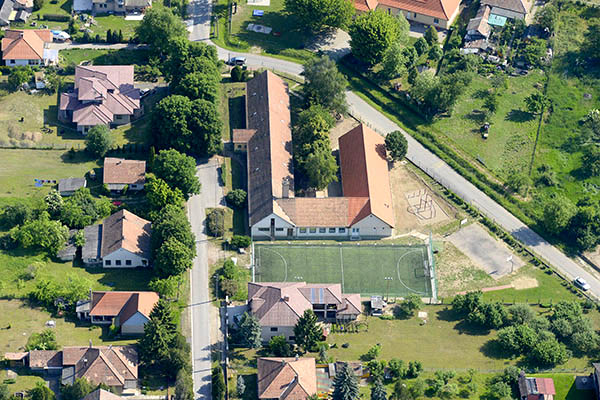
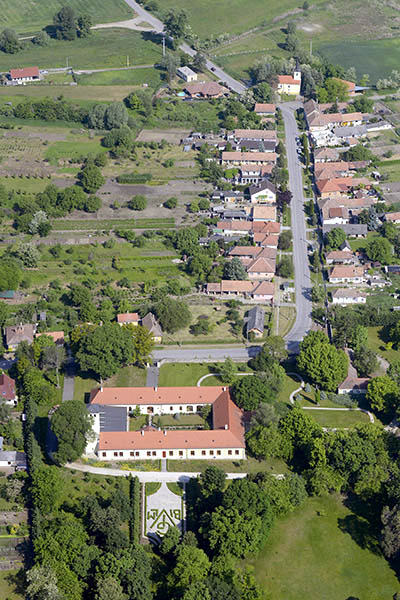

## Külső hivatkozások
- Vácduka az utazom.com honlapján
- Vácduka műemlékei